# Imelda Lambertini
Imelda Lambertini (ur. 1320–1322 w Bolonii, zm. 12 maja 1333 tamże) – włoska zakonnica, dominikanka, dziewica, błogosławiona Kościoła katolickiego.

## Życiorys
Nieznana jest dokładna data narodzin Imeldy. Urodziła się w Bolonii, jako jedyne dziecko hrabiego Egano Lambertini i Castory Galuzzi. Jej rodzice byli pobożnymi katolikami, znanymi ze swojej dobroci dla upośledzonych. Jako młoda dziewczyna, Imelda miała pragnienie przyjmowania Eucharystii. Jednak według prawa kościelnego z tamtego okresu, Sakrament Eucharystii można było przyjąć po czternastym roku życia. Imelda była rozczarowana, ale zaakceptowała stanowisko Kościoła i decyzję rodziców.
W wieku dziewięciu lat wstąpiła do klasztoru sióstr Dominikanek. Mimo tej decyzji nadal była pozbawiona możliwości uczestniczenia w pełnej ofierze mszy.
12 maja 1333, w wigilię święta Wniebowstąpienia Pańskiego, podczas modlitwy w kościele, nad jej głową unosiła się jaśniejąca blaskiem hostia. Siostry, które były świadkami tego zjawiska wywnioskowały, że wolą Boga jest spełnienie prośby Imeldy. Po udzieleniu Najświętszego Sakramentu przez kapłana, dziewczynka zmarła w wieku ok. 11 lat.
Została pochowana w klasztorze dominikanek św. Marii Magdaleny (na drodze krzyżowej) w Val di Pietra pod Bolonią 13 maja 1333.

## Kult
20 grudnia 1826 papież Leon XII zatwierdził jej kult.
W 1891 roku powstało w Prouille (w ówczesnej diecezji Tuluzy) Bractwo Dobrej Pierwszej Komunii Świętej i Wytrwałości, przyłączone do zakonu kaznodziejskiego 21 sierpnia 1893 i zatwierdzone przez Leona XIII 7 maja 1896 roku.
Relikwie
W 1799 siostry zakonne przeniosły się do Bolonii, zabierając ze sobą relikwie Imeldy. Jej zachowane od rozkładu ciało spoczywa w kościele św. Zygmunta (wł. Chiesa di San Sigismondo in Bologna) katolickiego uniwersytetu (wł. Centro Universitario Cattolico San Sigismondo).
Patronat
Bł. Imeldę ogłoszono patronką wszystkich dzieci przystępujących do Pierwszej Komunii Świętej.
W 1910 papież Pius X patronat ten ponownie zatwierdził i w tym samym roku wydał dekret Quam singulari, w którym ogłosił, że dzieci będą mogły przyjmować Komunię Świętą w wieku ośmiu lat.
Dzień obchodów
Wspomnienie liturgiczne bł. Imeldy w Kościele rzymskokatolickim obchodzone jest w dzienną pamiątkę śmierci (12 maja), natomiast w zakonach św. Dominika 13 maja za Martyrologium Rzymskim.